# Adi Quala
Adi Quala (in tigrino ዓዲ ዃላ) è una città dell'Eritrea, situata nella Regione del Sud.
Nella città sorge una Chiesa dedicata a santa Rita da Cascia, nell'interno si trova una lapide con l’elenco delle vittime italiane perite nell’affondamento della nave RMS Nova Scotia.
Nei pressi di Adi Quala si trova il sacrario italiano di Daro Ghunat, dedicato ai Caduti  della battaglia di Adua del 1896. L’ossario, su cui sventola il tricolore, conserva  i resti di 3643 caduti della prima campagna d'Africa.  L'obelisco di granito, che sovrasta il monumento ai caduti, reca l'iscrizione: “La Patria ai caduti di Adua 1º Marzo 1896”.